# 됭경모치
됭경모치(학명: Microphysogobio jeoni)는 잉어목 잉어과의 민물고기이다. 대한민국의 한강, 임진강, 금강, 낙동강에 서식하는 고유종이다. 하천의 중·하류 물이 맑은 곳의 자갈바닥이나 모래바닥에 산다.